# The Butler and the Maid
The Butler and the Maid è un cortometraggio muto del 1912, prodotto dalla Edison Company e distribuito dalla General Film Company. La regia non è firmata. Viola Dana, qui al suo terzo film, vi appare con il suo vero nome, Viola Flugrath.
Uscì nelle sale il 27 aprile 1912.

## Produzione
Il film fu prodotto dalla Edison Company.

## Distribuzione
Il film - un cortometraggio di 110 metri - fu distribuito dalla General Film Company. Uscì nelle sale il 27 aprile 1912, associato nelle proiezioni con il sistema dello split reel al documentario A Winter Visit to Central Park, New York City.
Copie della pellicola esistono ancora, conservate alla Library of Congress  (Public Archives of Canada/Dawson City collection).